# X-Plane (jeu vidéo)
Pour les articles homonymes, voir X-plane.
X-Plane (pour "eXperimental-Plane") est un logiciel de simulation de vol développé par Laminar Research.
Simulateur amateur ou professionnel, X-Plane propose de reproduire le vol d'aéronefs commerciaux ou militaires (avions, hélicoptères, planeurs ou même la navette spatiale américaine). Des outils sont fournis pour créer ou pour personnaliser les aéronefs et les décors.
Développé initialement pour les plates-formes Apple Macintosh en 1993, X-Plane offre des versions Windows et Linux ainsi que des déclinaisons mobiles pour les systèmes Android, iOS et webOS.

## Modèle de vol
Les simulateurs de vol recréent les caractéristiques de vol d'un aéronef en utilisant des tables de correspondance empiriques qui indiquent les données de portance ou de traînée en fonction des conditions de vol. Ce système est fiable pour des avions dont le comportement est connu. Il trouve ses limites pour les avions en projet ou dont ces caractéristiques n'ont pas été mesurées avec précision.
X-Plane se différencie des autres simulateurs par l'utilisation d'un modèle de vol basé sur la géométrie de l'aéronef utilisé. La simulation modélise en temps réel les forces qui s'exercent sur les différentes parties de l'avion afin de déterminer la portance et la traînée, pour ensuite calculer les accélérations, la vitesse et la position de l'appareil,.
X-Plane peut ainsi modéliser des avions, des aéronefs complexes comme les hélicoptères, des fusées, des aérogires ou des avions à moteurs basculants de type tiltrotor.
Ces calculs modélisent les turbulences de sillage générées par un avion, perceptibles par un aéronef qui vole à courte distance (planeur en remorquage, vol en formation).

## Modularité

### Scènes et aéronefs
X-Plane se présente comme un « logiciel intégré » de simulation de vol car il inclut tous les outils de base pour construire ou pour modifier les avions ou les décors.
De nombreux utilisateurs ont ainsi développé des extensions ; certains exploitent le simulateur pour d'autres véhicules : terrestres, trains et même un bateau pilotable. Ces extensions sont soit gratuites (fin 2010, il existait plus de 4 000 avions ou de variantes d'avions et 2 000 scènes gratuites) soit payantes.
Une communauté importante s'est formée autour de ce simulateur avec de nombreux sites et de forums spécialisés.

### Extensions
X-Plane supporte l'ajout d'extensions, programmes de tiers ajoutant des fonctionnalités absentes du programme d'origine.
L'une de ces fonctionnalités est le plugin XSquawkBox qui permet aux utilisateurs de rejoindre d'autres pilotes sur un réseau aérien virtuel en ligne. L'utilisateur peut se connecter à des serveurs Internet IVAO et VATSIM pour voler en direct avec d'autres avions et des contrôleurs aériens qui sont des utilisateurs du simulateur. Il existe aussi des compagnies virtuelles qui proposent aux joueurs de s'engager et de voler en mode « multijoueurs » aux couleurs de la compagnie. Chaque compagnie propose des services variables : formations, vols évènements.

### En réseau
X-Plane intègre nativement la communication Ethernet entre plusieurs machines (même dotées d'OS différents) pour permettre les interactions d'un poste « instructeur » avec un poste « élève » ou pour distribuer entre plusieurs machines les calculs d'affichage multiples.

## Utilisation dans l'aéronautique

### Utilisation professionnelle
Bien que la version « grand public » de X-Plane soit aussi utilisée par des pilotes professionnels, il existe une version destinée à l'industrie aéronautique. Elle a reçu l'agrément de la FAA (administration fédérale de l'aviation américaine) lorsqu'elle est utilisée en association avec certains matériels pour l'entraînement des pilotes en Vol à vue et Vol aux instruments.

### Développement d'avions réels
La simplicité d'utilisation et la fiabilité du modèle de vol pour prévoir les performances d'un appareil ont mené plusieurs entreprises à utiliser X-Plane pour créer des avions réels. Les équipes à l'origine du CarterCopter ont par exemple utilisé X-Plane pour leurs recherches sur ce modèle. Le concepteur de l'avion Atlantica a également utilisé X-Plane dans les premières étapes du design de l'appareil.

## Concurrence
X-Plane est fréquemment comparé à la série Flight Simulator de Microsoft.
Flight Simulator est longtemps resté la référence « grand public » en matière de simulation aérienne et était généralement considéré comme plus facile d'accès pour les néophytes et d'aspect visuel plus agréable, malgré de belles améliorations avec la sortie des versions 10 et 11 de X-Plane. Le modèle de vol de Flight Simulator repose sur des caractéristiques pré-enregistrées et non sur le calcul en temps réel en fonction de la géométrie de l'appareil comme le fait X-Plane.
Après Flight Simulator X, sorti en 2006, l'équipe de développement a été licenciée en 2009. En 2012, Microsoft a sorti un autre simulateur nommé Flight, qui fut un échec commercial. Flight Simulator revient en août 2020, après 12 ans d'absence, et 14 ans d'absence sans nouvelle version.
Le simulateur Prepar3D est considéré[Par qui ?] comme le principal concurrent de X-Plane. Il est généralement admis[réf. nécessaire] que Prepar3D est plus adapté au vol IFR, mais que X-Plane convient mieux au vol VFR[réf. nécessaire].
X-Plane est multiplateforme contrairement à Flight Simulator et Prepar3D qui ne sont disponibles que sur Microsoft Windows.

## Simulation ou jeu vidéo?
Malgré sa classification dans « jeux vidéo » et l'aspect ludique qui reste présent pour l'amateur comme pour tout simulateur, X-Plane n'est pas un jeu, selon la définition habituelle. Ce point est souligné par Austin Meyer, de Laminar dans sa présentation de X-Plane 11  : "X-Plane is not a game, but an engineering tool" (X-Plane n'est pas un jeu mais un outil de développement). Notamment :
- X-Plane ne comporte pas d'interface « utilisateur » sophistiquée et/ou ludique, pas d'apprentissage du vol, peu ou pas de mode d'emploi, un strict minimum sur la mécanique de vol et de pilotage. X-Plane 11 intègre une section minimaliste d'apprentissage au vol et une interface un peu moins austère que les versions précédentes, qui restent très loin de celle d'un jeu.

- Il ne propose pas de défi, aucun objectif, pas de points ou de trophées à gagner. C'est à l'utilisateur de fixer seul ses buts, de chercher sur internet les conditions d'approche des aéroports qu'il veut rallier, les routes à suivre.

- X-Plane ne propose aucun avion « pour jouer » : les avions intégrés au logiciel de base ne disposent ni de manuel (sauf pour des check-lists et « manuels du propriétaire » ainsi que des manuels pour le GNS 430, GNS 530 et le FMS du 737), ni d'aide, il faut chercher sur internet leurs spécifications et limites, le mode d'emploi de leurs systèmes embarqués. Les créateurs tiers d'avions (add-ons) essaient de simuler les vrais appareils, avec leurs difficultés qui s'ajoutent à celle d'une interface écran de surface réduite. Pour la majorité de « gros » avions, le cockpit est parsemé de boutons et de commandes dont l'accès est ardu avec seulement un joystick.

- X-Plane nécessite un minimum de matériel, en sus d'une configuration étoffée et beaucoup de patience lors de l'installation. Le pilotage avec un joystick ne disposant pas de la torsion pour contrôler la dérive (un palonnier est fortement conseillé) rend le roulage difficile pour bon nombre d'avions, ne fût-ce que pour compenser l'effet de giration engendré par l'hélice des monomoteurs. Il est possible de piloter un avion avec un clavier et une souris ; c'est difficile, déplaisant et rapidement décourageant. Le pilotage avec une manette de jeu (pad) relègue la mécanique de vol en arrière-plan pour céder la place à la dextérité de l'utilisateur.

- Les principaux réseaux permettant des vols contrôlés par des opérateurs humains (IVAO, VATSIM) tendent à s'approcher des contrôles réels (phraséologie, contraintes), même s'ils font souvent preuve de compréhension envers les débutants.

## Évolution

### Mises à jour
X-Plane est en perpétuelle évolution et de nouvelles versions sortent fréquemment : en moyenne plusieurs versions bêta par mois et une version stable tous les trimestres[réf. nécessaire]. Des modifications importantes peuvent apparaître au cours de la vie d'une version majeure, pendant laquelle les mises à jour sont gratuites.
Ces mises à jour fréquentes et ces évolutions importantes sont souvent sources d'incompréhensions pour les habitués de Flight Simulator[réf. nécessaire] (Microsoft), dont les mises à jour avaient habituellement une durée de vie de plusieurs années.
Les multiples versions 9.xx se sont étalées en quatre années. Les versions 10.00 à 10.52 se sont réparties de fin 2011 jusqu'à mars 2017 où la version 11.00 a été déclarée stable. En juillet 2017, la version 11.02 est "Release candidate 2" : très proche de devenir la prochaine version « stable » ... jusqu'à l'apparition de la suivante, 11.03 béta, qui sera rendue publique quelques semaines plus tard.
L'utilisation des versions bêta de X-Plane, bien que publiques, est fortement déconseillée aux utilisateurs débutants, même si certaines modifications ou « mods » nécessitent l'utilisation des versions bêta de X-Plane.[pas clair]

### Moteur graphique
Avec la mise à jour bêta publique 1 11.50 d'X-Plane (X-Plane 11.50 Public Beta 1) du 2 avril 2020 est diffusée une nouveauté : le nouveau moteur graphique Vulkan  (Metal sur Mac), successeur d'OpenGL. Les deux moteurs graphiques cohabitent dans le simulateur et les utilisateurs peuvent choisir entre OpenGL et Vulkan / Metal.
La version 11.50 stable sort le 9 septembre 2020. Avec les plusieurs mois laissés aux éditeurs de contenus tiers, la grande majorité de leurs produits est donc mise à jour et compatible avec Vulkan / Metal
Cette nouvelle version est compatible avec MacOS, Windows et Linux.
Le changement de moteur graphique vise à apporter un gain significatif d'images par seconde aux utilisateurs.

### Portages

#### Windows, Linux et Mac
X-Plane existe nativement pour MacOS depuis ses premières versions (1993) puis Windows depuis la version 2.0 (1996) et Linux depuis la version 8.0 (2004). Le système graphique OpenGL commun aux trois OS est utilisé pour la version Mac et Linux.
Alors qu'il n'était jusque-là disponible que sous forme de DVD, une version dématérialisée de X-Plane est proposée à partir de la version 11 sur le site officiel de Laminar Research et sur la plate-forme Steam à partir de juillet 2014.
Alors que pour la version XP11, les nouvelles machines Apple munies d'un processeur "Apple Silicon" doivent faire appel à Rosetta II (traducteur convertissant le code x86_64 vers l’architecture Arm64 utilisée par les puces M1 et M2) pour le faire fonctionner, la version XP 12 sera écrite nativement pour les nouvelles puces Apple .

#### Pour mobiles
Une version de X-Plane pour iPhone et iPod Touch est publiée fin 2008. Il s'agit d'une version réduite pour rester compatible avec les limites de la machine, pilotée grâce aux accéléromètres embarqués et qui n'a que peu de rapport avec la version « bureau » (la vue du cockpit est réduite à sa plus simple expression, les paysages sont de qualité moindre).
La version iPad est plus complète car elle dispose d'un peu plus de ressources ; elle reste encore loin de la version pour ordinateur de bureau, sans parler des versions « professionnelles. »
Laminar a aussi porté X-Plane sur les machines Palm Pre et Android.
Contrairement à celles pour « ordinateur de bureau », ces versions sont plus orientées vers une utilisation ludique dans le sens où elles ne peuvent servir à aucun apprentissage réel de vol, notamment à cause de l'absence de périphériques de commande, comme des instruments des tableaux de bord des avions réels.
Ces versions assurent la plus grande partie des revenus de l'éditeur grâce à leur forte diffusion, ce qui lui a permis de repousser par deux fois la sortie de la prochaine version (X-Plane 10) pour avoir placé la barre « ridiculement haut » sans pour autant se trouver à court de financement du projet[évasif].